# F1 2012
F1 2012 – komputerowa gra wyścigowa o tematyce Formuły 1 wyprodukowana przez brytyjskie Codemasters Birmingham i wydana przez Codemasters na platformy PC, PlayStation 3 oraz Xbox 360.

## Rozgrywka
Gra zawiera wszystkie licencjonowane tory, zespoły, kierowców i bolidy Formuły 1. Gra zawiera kilka trybów gry, m.in. Grand Prix, Time Attack czy Proving Grounds.
W trybie gry wieloosobowej przez Internet lub w sieci lokalnej może uczestniczyć do 16 graczy.